# 貴婦人の太もも

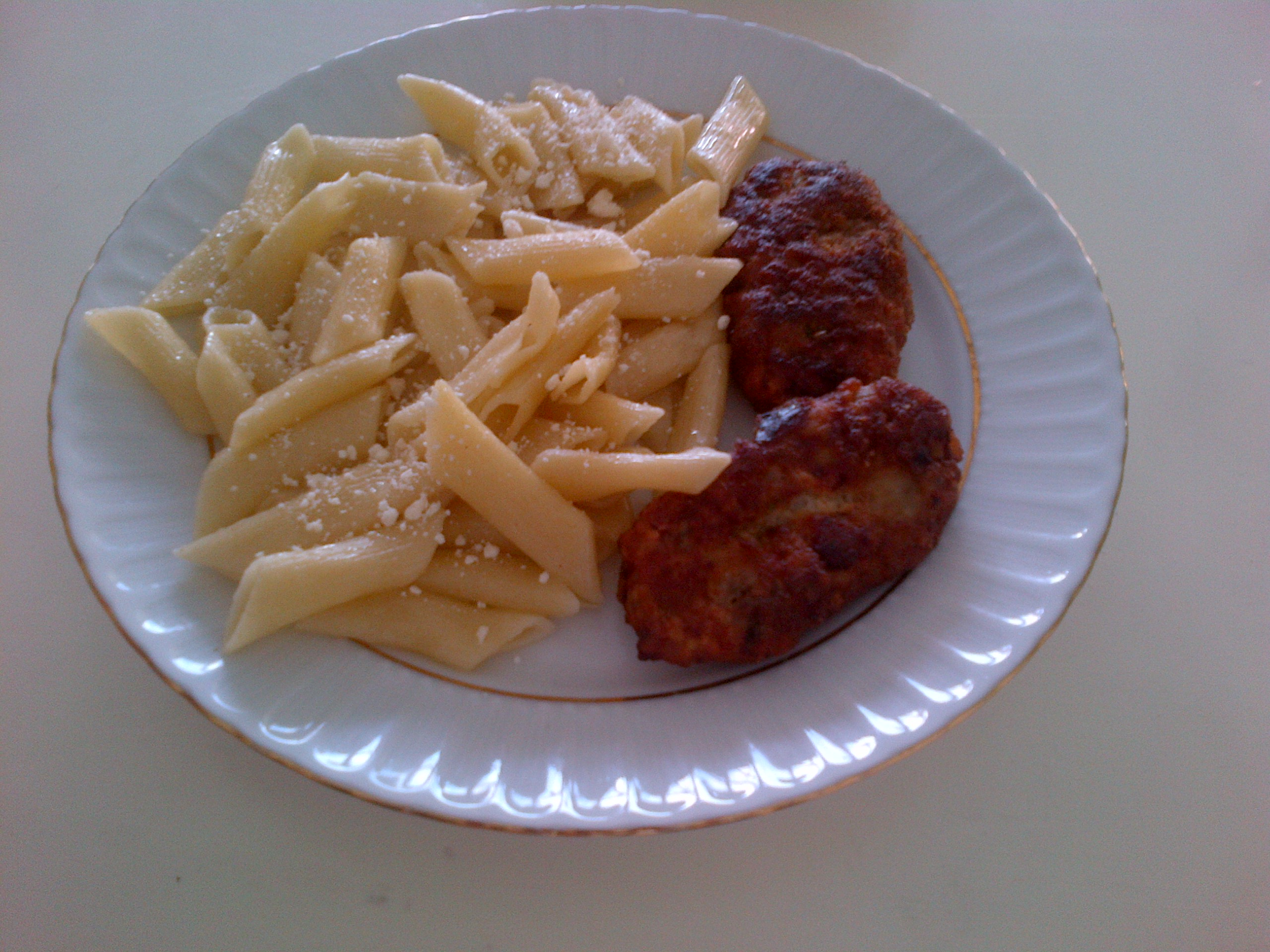
「貴婦人の太もも」とトルコチーズをかけたマカロニ

貴婦人の太もも（きふじんのふともも、トルコ語: Kadınbudu köfte）はトルコ料理、オスマン帝国の料理の1つ。挽肉を使用した料理であり、カドゥンブドゥ・キョフテとも呼ばれる。
アナトリア地方の郷土料理であり、キョフテと呼ばれる揚げたハンバーグ、ミートボールの一種である。